# Carbur d'alumini
El carbur d'alumini, o tricarbur de tetraalumini, és un compost inorgànic format per cations alumini(3+), {\displaystyle {\ce {Al^3+}}}, i anions carbur, {\displaystyle {\ce {C^4-}}}, de fórmula {\displaystyle {\ce {Al4C3}}} Es presenta en forma de pols o de sòlids cristal·lins que poden ser de color groc-marró o de color verd-marró.

## Propietats
El carbur d'alumini presenta una densitat de 2,36 g/cm³ i el seu punt de fusió, és de 1 400 °C. Aquest compost es descompon quan es posa en contacte amb aigua calenta, així com per addició d'àcid clorhídric diluït i per addició d'àcid sulfúric concentrat. El producte de la descomposició en ambdós casos és el metà:
{\displaystyle {\ce {Al4C3 + 12 H2O -> 4 Al(OH)3 + 3 CH4}}}{\displaystyle {\ce {Al4C3 + 12 HCl -> 4 AlCl3 + 3 CH4}}}

## Classificació
El carbur d'alumini forma part dels carburs iònics, que son aquells que presenten un caràcter fort de sal i es formen sobretot a partir dels elements dels grups I i II de la taula periòdica. Els elements d'aquests grups són molt electropositius i el carboni en conseqüència presenta una càrrega positiva.

## Estructura
Presenta una estructura cristal·lina poc freqüent, que consta de dues capes de Al2C i Al2C2. Cada àtom d'alumini es troba en coordinació amb 4 carburs d'alumini per donar una estructura tetraèdrica. Existeixen dos àtoms de carboni en ambients d'unió diferents; per una banda un octaedre de 6 àtoms d'alumini a una distància de 217 pm. L'altre és una estructura en forma de bipiràmide trigonal distorsionada formada per 4 àtoms d'alumini a una distància de 190 a 194 pm i 5 àtoms d'alumini a una distància de 221 pm.

## Obtenció
El carbur d'alumini es prepara per reacció directe entre alumini i carboni en un forn d'arc elèctric a uns 1000 °C en absència d'oxigen i nitrogen a partir de la reacció següent:
{\displaystyle {\ce {4 Al + 3 C -> Al4C3}}}
Una alternativa és fer reaccionar òxid d'alumini o fosfat d'alumini amb carboni, produeix monòxid de carboni. Les reaccions són:
{\displaystyle {\ce {2 Al2O3 + 9 C -> Al4C3 + 6 CO}}}{\displaystyle {\ce {4 AlPO4 + 15 C -> Al4C3 + 4P + 16 CO}}}
També por obtenir-se per reacció de l'alumini amb el monòxid de carboni a alta temperatura:
{\displaystyle {\ce {6 Al + 3 CO -> Al2O3 + Al4C3}}}

## Aparició
Podem trobar petites quantitats de carbur d'alumini com a impureses del carbur de calci.
A la fabricació electrolítica d'alumini, el carbur d'alumini es forma com a resultat de la corrosió dels elèctrodes de grafit.
En materials compostos per una matriu de metall sobre la base d'una matriu d'alumini reforçat amb carburs no metàl·lics o fibres de carboni, el carbur d'alumini es forma com a producte no desitjat.
En el cas de la fibra de carboni, reacciona amb la matriu d'alumini a temperatures superiors a 500 °C. Es pot aconseguir una inhibició de la reacció química mitjançant un recobriment de borur de titani (per exemple).

## Aplicacions
La seva aplicació principal és la utilització d'aquest compost als laboratoris per a l'obtenció de metà.
També pot ser utilitzat com a catalitzador o bé com a agent secant i agent reductor.
Té diverses aplicacions en el sector de la metal·lúrgia, ja que pot actuar com a abrasiu en eines de tall d'alta velocitat i té aproximadament la mateixa duresa que el topazi.